# Carl Ludwig de Habsburg-Lorena
Arhiducele Carl Ludwig de Austria (n. 10 martie 1918, Baden bei Wien, Austria Inferioară, Austro-Ungaria – d. 11 decembrie 2007, région métropolitaine de Bruxelles, Valonia, Belgia) a fost al cincilea copil al împăratului Carol I, ultimul împărat al Austro-Ungariei și a soției acestuia, Zita de Bourbon-Parma.

## Biografie

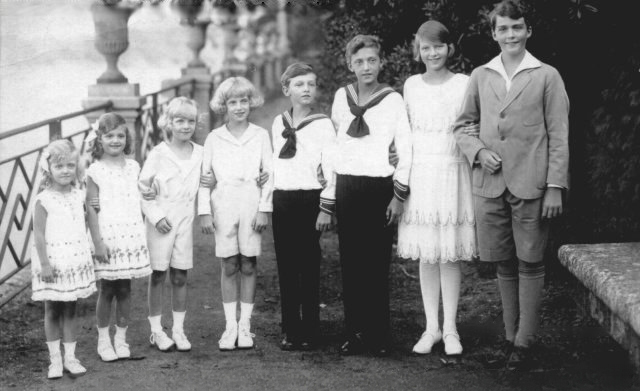
Carl Ludwig (al patrulea din stânga) împreună cu frații și surorile sale.

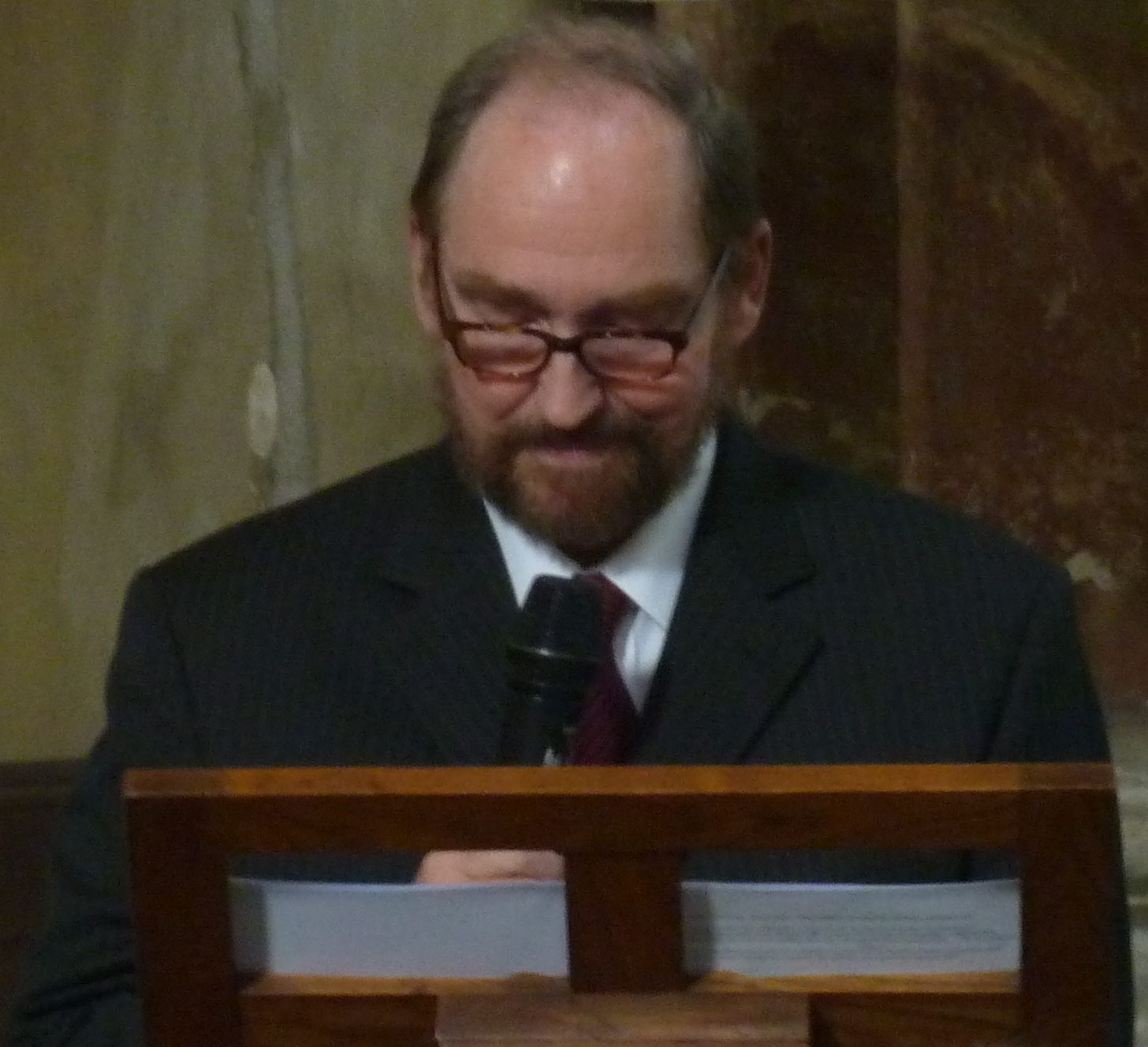
Arhiducele Rudolf, fiul cel mare al Arhiducelui Carl Ludwig, 2014.

S-a născut la Baden bei Wien și a murit la Bruxelles. Numele de botez a fost Carl Ludwig Maria Franz Joseph Michael Gabriel Antonius Robert Stephan Pius Gregor Ignatius Markus d'Aviano.

În urma înfrângerii Imperiului austro-ungar în război, tatăl lui a fost forțat să renunțe la renunțe la participarea în treburile de stat și, ulterior, imperiul a fost destrămat și s-au format republici în Austria și Ungaria. În 1919 Carl Ludwig și familia sa au fost trimiși în exil inițial în Elveția, unde au locuit cu bunica lor  Maria Antónia a Portugaliei (1862-1959) la Castelul Wartegg. În februarie 1922, în timp ce părinții lor au părăsit Elveția în martie 1920, copiii li s-au alăturat la Villa Victoria în Portugalia, departe de republicile născute din divizarea imperiului.
La 9 martie 1922 după ce a cumpărat jucării pentru ziua de naștere a lui Carl Ludwig, tatăl său a răcit; mai târziu a dezvoltat o pneumonie de care a murit la 1 aprilie, la vârsta de 34 de ani. După decesul fostului împărat, regele Alfonso al XIII-lea al Spaniei a invitat familia regală în exil în Spania. Ei au locuit la palatul Uribarria din Lekeitio, unde Zita a contribuit la educația copiilor ei.. Familia a părăsit peninsula iberică în septembrie 1929 când Carl Ludwig avea 11 ani și s-a instalat la Steenokkerzeel, aproape de Bruxelles.
În timpul celui de-al Doilea Război Mondial au părăsit castelul din Steenokkerzeel pentru a se refugia în Franța la Château du Vieux-Bost. După ce s-a instituit regimul mareșalului Pétain, familia a părăsit Franța și a plecat succesiv în Spania, Portugalia, înainte de a părăsi continentul pentru Statele Unite, unde a ajuns la 27 iulie.
Pentru că prinții nu stăpâneau complet limba engleză, familia s-a stabilit în Quebec, provincie francofonă, unde copiii au putut vorbi în franceză. Acolo a studiat la Universitatea Laval. În timpul războiului,  Carl Ludwig și fratele său mai mare Felix au servit ca voluntari în batalionul 101 infanterie al armatei Statelor Unite.
La 17 ianuarie 1950, la Belœil s-a căsătorit cu Prințesa Yolande de Ligne (n. 6 mai 1923). Ei au avut patru copii:
- Arhiducele Rudolf (n. 1950); s-a căsătorit la 3 iulie 1976 cu baroneasa Hélène de Villenfagne de Vogelsanck (n. 1954). Împreună au opt copii.
- Arhiducesa Alexandra (n. 1952); s-a căsătorit cu ambasadorul chilian la Sfântul Scaun, Héctor Riesle Contreras. Împreună au trei copii.
- Arhiducele Carl Christian (n. 1954); s-a căsătorit cu Prințesa Marie Astrid de Luxemburg. Împreună au cinci copii.
- Arhiducesa Maria Constanza (n. 1957); s-a căsătorit cu Franz Josef, Prinț von Auersperg-Trautson. Împreună au trei fiice biologice (una a murit la scurt timp după naștere) și o fiică adoptată.